# Natasja
Natasja „Little T” Saad (ur. 31 października 1974 w Kopenhadze, zm. 24 czerwca 2007 na Jamajce) – duńsko-sudańska rapperka i piosenkarka reggae.

## Wczesne życie i kariera
Natasja, córka duńskiej fotografki, Kirstine Saad i ojca z Sudanu. Karierę rozpoczęła w wieku lat 13 w Kopenhadze, gdzie wykonała na żywo wraz z Miss Mukupą i McEmzee piosenkę No Name. W tym okresie śpiewała również wraz z Queen Latifah zyskując w ten sposób popularność na Jamajce. W 1998 roku Natasja uczyła się jazdy konnej, bowiem miała zostać zawodową dżokejką. Podczas jednego z treningów spadła z konia i uległa poważnemu wypadkowi, który przyczynił się do spowolnienia rozwoju jej kariery.
W lecie 2004 roku opublikowała singiel Cover Me następnie Summercute, a w 2005 roku wydała płytę Release. Również w 2005 roku rozpoczęła współpracę z Bikstok Røgsystem nagrywając piosenkę Cigar, która stała się wielkim hitem w Danii.
W 2006 roku wygrała konkurs reggae, Irie FM Big Break Contest na Jamajce z piosenką 45 Questions jako pierwsza piosenkarka nie pochodząca z Jamajki.
Pierwszy poważny hit Natasji to Pon De Reggae, który został zainspirowany piosenką Rihanny Pon De Replay.
Natasja debiutowała w duńskiej komedii Fidybus soundtrackiem Op med ho'det. W tym samym czasie piosenka Calabria zawładnęła światowymi listami przebojów zajmując przez bardzo długi czas pierwsze miejsce.
Kilka miesięcy po śmierci piosenkarki, we wrześniu 2007 roku została zakończona produkcja płyty I Danmark er jeg født. Płyta została sprzedana w nakładzie ponad 80.000 egzemplarzy i uzyskała status platynowej płyty.
Ostatnia płyta Natasji wydana w 2008 roku nosi nazwę Shooting Star. W jej nagraniu uczestniczyły takie osobistości ze świata reggae, jak Beenie Man i Karen Mukupa.

## Śmierć
Natasja zginęła 24 czerwca 2007 r. w wypadku samochodowym w Spanish Town, Saint Catherine na Jamajce. Dwójka innych pasażerów została ciężko ranna, a przyjaciółka Natasji Karen Mukupa nie odniosła obrażeń. Natasja oraz dwójka pozostałych pasażerów zostali szybko przewiezieni do Spanish Town Hospital, jednak piosenkarki nie dało się już uratować. Natasję pochowano na kopenhaskim cmentarzu Assistens Kirkegård.

## Dyskografia
- 2005: Release Album (Playground Music)
- 2007: I Danmark er jeg Født (Playground Music)
- 2008: Shooting Star (Playground Music)

## Single
- 2003: Colors of My Mind 12" (Mega Records)
- 2003: Real Sponsor 12" (Food Palace Music)
- 2004: Summer Cute 7" (Food Palace Music)
- 2004: My Dogg /45 Questions (Tuff Gong Distr.)
- 2005: Op med Hovedet CD single (Copenhagen Records)
- 2005: Købmanden (BMG)
- 2006: Mon De Reggae
- 2007: Calabria 2007 (with Enur)
- 2007: Long Time 7" (Sly & Robbie)
- 2007: Gi' Mig Danmark Tilbage
- 2008: I Danmark er jeg født